# Ulf Sandström (musiker)
Ulf Sandström, musiker, född 18 augusti 1964 i Colombia. Bosatt i Sverige sedan slutet av 70-talet. Sandström är pianist, sångare och kompositör. Som 4-åring lärde han sig i Ungern spela piano på gehör enligt den s.k. Kodály-metoden. Sandström är framför allt känd som boogie woogie-pianist och har bl.a. medverkat på olika internationella boogie woogie-festivaler tillsammans med andra framträdande boogie woogie-pianister. Han har även utmärkt sig med ett synnerligen munvigt humoristiskt snack mellan låtarna på scen.
1992 startade han, tillsammans med saxofonisten ”Mighty” Bo Gustafsson, bandet Jump4joy, som fortfarande (2010) är verksamt. Inriktningen är i huvudsak New Orleans-rhythm’n’blues, rock’n’roll, blues och boogie woogie. Bandet har turnerat intensivt i Sverige och utomlands; på senare tid i Indien, Korea, Borneo och Kina. 1995 deltog Jump4Joy bland annat på den prestigefyllda New Orleans Jazz & Heritage Festival. 9 cd-album med bandet har hittills getts ut. Den senaste, som heter The Domino Effect (utgiven 2012), är en hyllning till Fats Domino. 
2002 producerade Sandström ihop med "Mighty" Bo Gustafsson den musikaliska föreställningen ”Jump4Joy”, som uppfördes på Scalateatern i Stockholm.
2007 producerade Sandström ihop med Thorsten Andreassen en musikalisk kabaré kallad Boogie Woogie Burlesque, som beskriver boogie woogiens utveckling från 1890-talet till 1961. Han har vid besök i New Orleans spelat med kända artister såsom till exempel Clarence ”Frogman” Henry (hans mentor och främste inspiratör), Albert King, The Drifters och Tommy Ridgley.
2006 och 2007 blev Sandström nominerad till Janne Rosenqvists Minnespris, som delas ut av Scandinavian Blues Association (SBA).
2010 erhöll Sandström det årligen utdelade Artist-priset på Åmåls bluesfest.
Sandström arbetar även med fotografering och författande, och har bl.a. gett ut böckerna Grundläggande ljusteknik (ISBN 9197506508) och Stage Lighting Controls (ISBN 0240514769), förutom att han är redaktör för tidskriften "ProScen: STFF medlemsorgan", inriktad på ljusteknik. Han har utvecklat ljusbord och ljussystem (ETC Cobalt) som fått stor spridning.
Han är också hypnosterapeut och mental tränare, på senare tid även för elitidrott, t.ex. för fotbollslaget Dalkurd FF. 2014 utkom boken The Indian Handbook of Hypnotherapy - Foundations and Strategies, som han är redaktör och utgivare för.
Sandström driver även organisationen Peaceful Heart Network i Rwanda och Kongo-Kinshasa tillsammans med grundaren och traumaexperten Gunilla Hamne. En "första hjälpen"-metod mot posttraumatiskt stressyndrom, kallad Trauma Tapping Technique, används där i behandlingssyfte.